# Szimmiasz
Szimmiasz (Kr. e. 5. század) görög filozófus.
Thébából származott, Szókratész barátja és tanítványa volt; Platón többször is említi nevét. Diogenész Laertiosz említése szerint egy ideig Egyiptomban élt, s huszonhárom erkölcsi tárgyú dialógust írt, amelyek azonban elvesztek.